# U-613
Unterseeboot 613 foi um submarino alemão do Tipo VIIC, pertencente a Kriegsmarine que atuou durante a Segunda Guerra Mundial.
O U-613 esteve em operação entre os anos de 1942 e 1943, realizando neste período quatro patrulhas de guerra, nas quais afundou dois navios aliados, num total de 8087 toneladas de arqueação.

## Comandantes
| Comandante           | Data                                      |
| -------------------- | ----------------------------------------- |
| KrvKpt. Helmut Köppe | 12 de março de 1942 - 23 de julho de 1943 |

## Subordinação
| Período                                     | Flotilha                  |
| ------------------------------------------- | ------------------------- |
| 12 de março de 1942 - 31 de outubro de 1942 | 8. Unterseebootsflottille |
| 1 de novembro de 1942 - 23 de julho de 1943 | 3. Unterseebootsflottille |

## Patrulhas
|       | Comandante           | Partida               | Partida    | Chegada                 | Chegada    | Dias     | Toneladas |
| ----- | -------------------- | --------------------- | ---------- | ----------------------- | ---------- | -------- | --------- |
| 1     | Kptlt. Helmut Köppe  | 22 de outubro de 1942 | Kiel       | 27 de novembro de 1942  | La Pallice | 37 dias  | 4,252     |
| 2     | Kptlt. Helmut Köppe  | 9 de janeiro de 1943  | La Pallice | 18 de fevereiro de 1943 | Brest      | 41 dias  |           |
| 3     | Kptlt. Helmut Köppe  | 23 de março de 1943   | Brest      | 6 de maio de 1943       | La Pallice | 45 dias  | 3,835     |
| 4     | KrvKpt. Helmut Köppe | 10 de julho de 1943   | La Pallice | 23 de julho de 1943     | Afundado   | 14 dias  |           |
| Total | Total                | Total                 | Total      | Total                   | Total      | 137 dias | 8087 t    |

## Navios atacados
| Data                  | Comandante   | Nome da Embarcação | Toneladas | Nacionalidade | Comboio | Local do ataque |
| --------------------- | ------------ | ------------------ | --------- | ------------- | ------- | --------------- |
| 7 de novembro de 1942 | Helmut Köppe | Roxby              | 4,252     | Reino Unido   | ON-142  |                 |
| 11 de abril de 1943   | Helmut Köppe | Ingerfire          | 3,835     | Noruega       | ONS-2   |                 |
| Total                 | Total        | Total              | 8,087 t   |               |         |                 |

## Operações conjuntas de ataque
O U-613 participou das seguinte operações de ataque combinado durante a sua carreira:
- Natter (2 de novembro de 1942 - 8 de novembro de 1942)
- Westwall (8 de novembro de 1942 - 18 de novembro de 1942)
- Habicht (10 de janeiro de 1943 - 19 de janeiro de 1943)
- Haudegen (19 de janeiro de 1943 - 9 de fevereiro de 1943)
- Adler (7 de abril de 1943 - 13 de abril de 1943)
- Meise (13 d abril de 1943 - 25 de abril de 1943)